# Новороманівка (Кропивницький район)
Новорома́нівка — село в Україні, у Суботцівській сільській громаді Кропивницького району Кіровоградської області. Населення становить 343 осіб.

## Географія
У селі бере початок Балка Чикалова.

## Населення
Згідно з переписом УРСР 1989 року чисельність наявного населення села становила 440 осіб, з яких 200 чоловіків та 240 жінок.
За переписом населення України 2001 року в селі мешкали 343 особи.

### Мова
Розподіл населення за рідною мовою за даними перепису 2001 року:
| Мова       | Відсоток |
| ---------- | -------- |
| українська | 94,17 %  |
| білоруська | 2,92 %   |
| російська  | 1,75 %   |
| молдовська | 0,87 %   |
| інші       | 0,29 %   |